# Keel Machair/Menaun Cliffs SAC
Keel Machair/Menaun Cliffs SAC este o arie protejată (arie specială de conservare — SAC, sit de importanță comunitară — SCI) din Irlanda întinsă pe o suprafață de 1.667,49 ha, integral pe uscat.

## Localizare
Centrul sitului Keel Machair/Menaun Cliffs SAC este situat la coordonatele 53°57′17″N 10°02′12″W / 53.954725°N 10.036554°V.

## Înființare
Situl Keel Machair/Menaun Cliffs SAC a fost declarat sit de importanță comunitară în ianuarie 2002 pentru a proteja 1 specie de plante și 7 specii de animale. Situl a fost protejat și ca arie specială de conservare în mai 2019.

## Biodiversitate
Situată în ecoregiunea atlantică, aria protejată conține 3 habitate naturale: Vegetație perenă pe țărmurile stâncoase, Machair (* habitat specific irlandez), Pajiști alpine și boreale.
La baza desemnării sitului se află mai multe specii protejate:
- plante (1): Petalophyllum ralfsii
- păsări (7): fluierar de munte (Actitis hypoleucos), prundaș gulerat mare (Charadrius hiaticula), lebădă de iarnă (Cygnus cygnus), șoim călător (Falco peregrinus), Fulmarus glacialis, Pyrrhocorax pyrrhocorax, nagâț (Vanellus vanellus)

Pe lângă speciile protejate, pe teritoriul sitului au mai fost identificate 4 specii de plante, 1 specie de păsări.